# Dunningen (De Wolden)
Dunningen is een buurtschap in de provincie Drenthe (Nederland), gemeente De Wolden. Dunningen ligt tussen de Wijk en het Overijsselse IJhorst, nabij het riviertje de Reest.

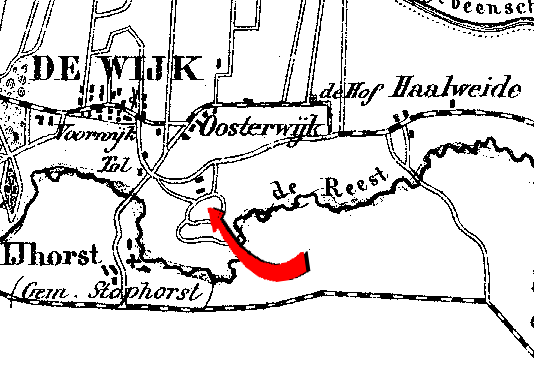
Locatie van Dunningen (zie: pijl) op gemeenteatlas van J. Kuyper ca 1870

De gelijknamige havezate Dunningen was in dit gebied gelegen, maar is wel enkele malen verplaatst geweest. In de streek staat anno 2008 nog een boerderij, die de naam Dunningen draagt. Het Drentse Landschap bezit in Dunningen enkele, langs de Reest gelegen, natuurgebieden.
Dorpen en Buurtschappen: Alteveer · Ansen (deels) · Berghuizen · Drogteropslagen · Echten · Eursinge · Fort · Haakswold · Hees · Kerkenveld · Koekange · Koekangerveld · Linde · Oldenhave · Oosteinde · Ruinen · Ruinerweide · Ruinerwold · Veeningen · Weerwille · de Wijk · Zuidwolde

Overige kernen: Anholt · Armweide · Bazuin · Benderse (deels) · Blijdenstein · Bloemberg · Braamberg (deels) · Buitenhuizen · Bultinge · Dickninge · Dijkhuizen · Drogt · Dunningen · Eemten · Engeland · Gijsselte · Haalweide · Hoge Linthorst · Kraloo (deels) · Kraloo · Leeuwte · Lubbinge · Lunssloten · Middelveen · Nolde · Noordwijk · Oosterwijk · Oshaar · Oud Veeningen · Paardelanden · Pieperij · Rheebruggen · Schottershuizen · Schrapveen · De Stapel · Steenbergen · Struikberg · De Stuw · Ten Arlo · De Tippe · Vuile Riete · Wemmenhove · Witteveen (deels) 

Drenthe: Steden en dorpen      Nederland: Provincies · Gemeenten